# Buckautal
Buckautal är en kommun i Tyskland, belägen i Landkreis Potsdam-Mittelmark i västra utkanten av förbundslandet Brandenburg, på gränsen till Sachsen-Anhalt. Kommunen bildades 31 mars 2002 genom en sammanslagning av de tidigare kommunerna Buckau och Dretzen samtidigt som Steinberg uppgick i den nya kommunen. Kommunen administreras som en del av kommunalförbundet Amt Ziesar, vars säte ligger i staden Ziesar strax nordväst om Buckau.

## Historia
Huvudorten, byn Buckau, var en större bosättning med en träborg under tidig medeltid, och omnämndes i skrift första gången år 946, då kejsaren Otto I skänkte honungstiondet från urbs Bucounici till Sankt Moritzklostret i Magdeburg. Detta gör orten den till den äldsta omnämnda orten i förbundslandet Brandenburg.